# Bisbat de Belluno-Feltre

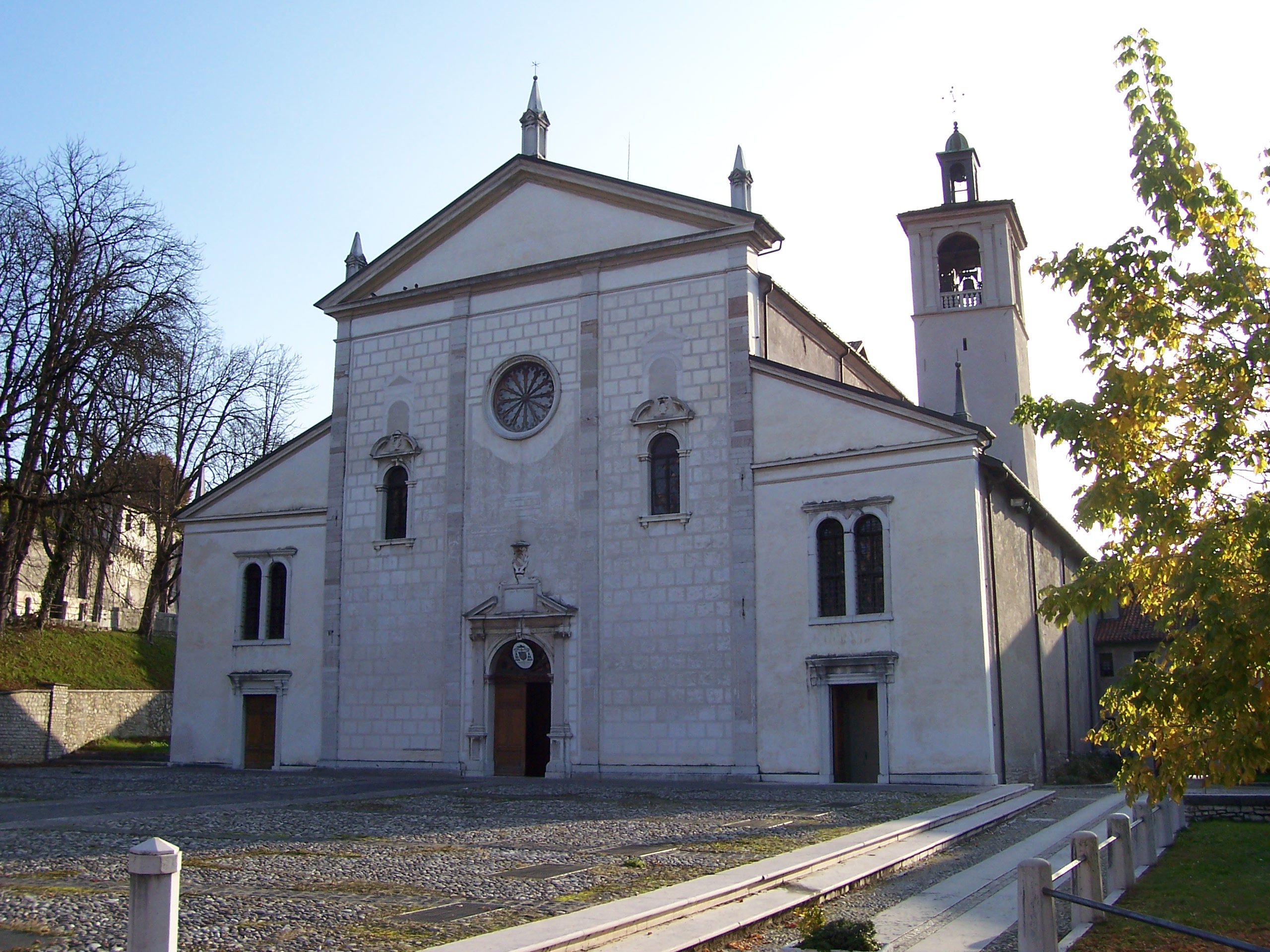
La cocatedral de San Pietro Apostolo a Feltre

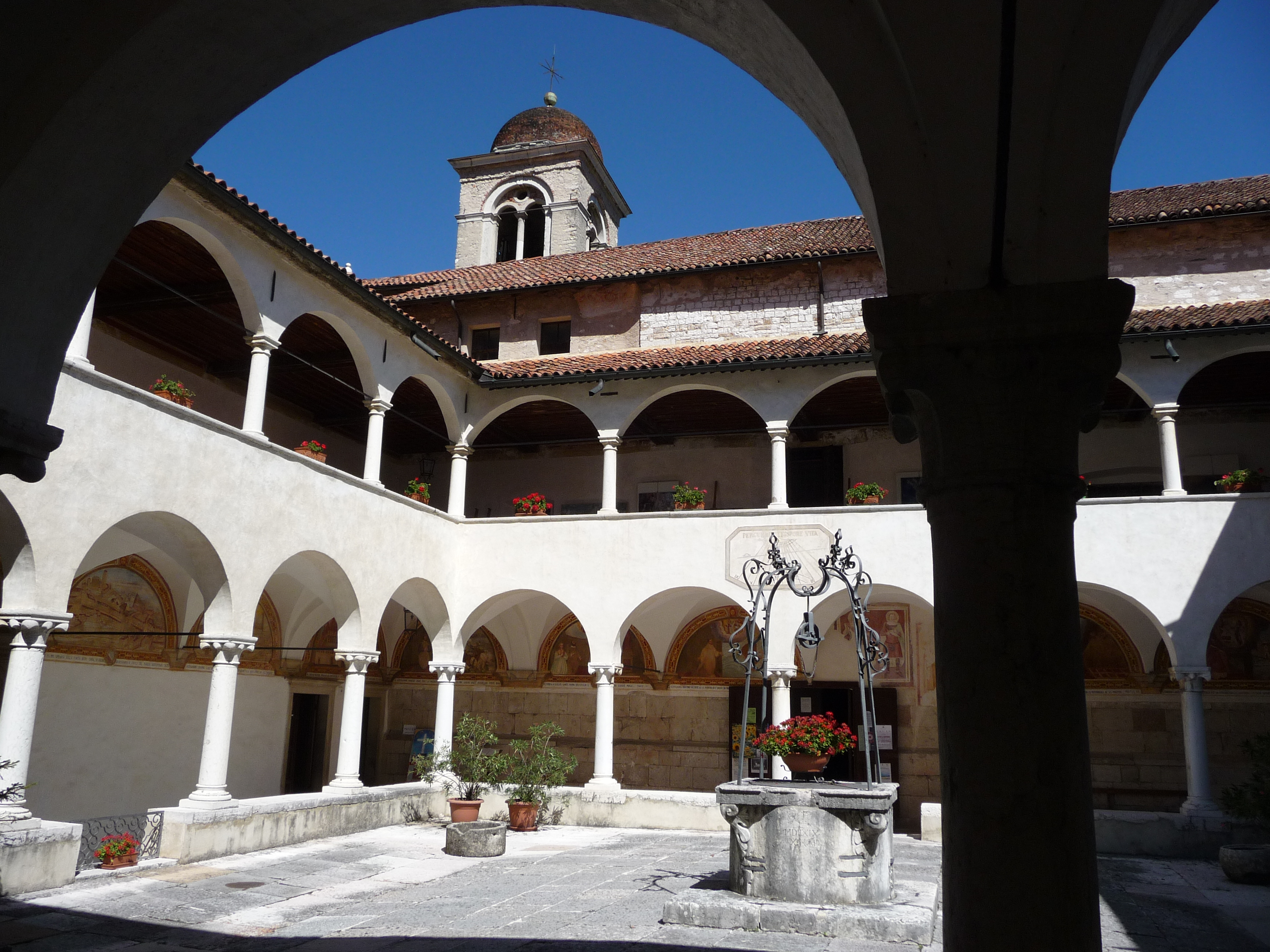
El claustre de la basílica santuari de Santi Vittore e Corona a Feltre

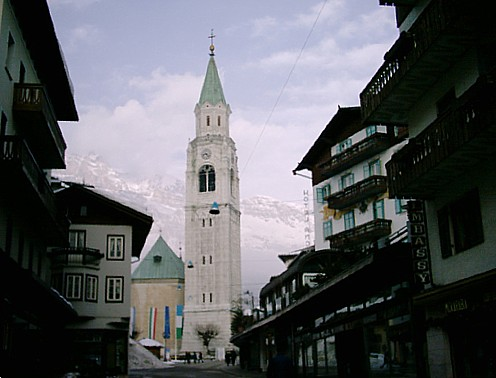
El campanar de la basílica de Santi Filippo e Giacomo a Cortina d'Ampezzo

El bisbat de Belluno-Feltre (italià: Diocesi di Belluno-Feltre; llatí: Dioecesis Bellunensis-Feltrensis) és una seu de l'Església catòlica, sufragània del Patriarcat de Venècia, que pertany a la regió eclesiàstica Triveneto. El 2012 tenia 187.300 batejats d'un total de 187.385 habitants. Actualment està regida pel bisbe Giuseppe Andrich.

## Territori
La diòcesi s'estén quasi totalment dins dels límits de la província de Belluno, a excepció dels municipis de Sappada (arquebisbat d'Udine), Lentiai, Mel, Trichiana (bisbat de Vittorio Veneto), Alano di Piave, Arsiè, Fonzaso i d'una bona part del municipi de Quero Vas (bisbat de Pàdua).
La seu episcopal és la ciutat de Belluno, on es troba la basílica catedral de Sant Martí. A Feltre es troba la San Pietro Apostolo i la basílica santuari de Sants Víctor i Corona.
El territori està dividit en 158 parròquies, agrupades en 11 foranies i 2 decanats; les foranies i els decanats estan, alhora, agrupades en 4 zones pastorals.

## Història
La diòcesi actual és el fruit de la plena unione de les diòcesis de Belluno i Feltre, ja unides aeque principaliter des de 1818, establerta per la Congregació per als Bisbes, el 30 de setembre de 1986 amb el decret Instantibus votis.

### Diòcesi de Belluno
Els orígens de la diòcesi de Belluno són incerts, encara que el catàleg episcopal diocesà, que data dels segles XV i xvi, demostren un origen antic, fins al segle ii.
En primer bisbe documentat és Felice, el nom del qual, gravat en un sarcòfag atribuït al segle vi, va ser descobert el 1762 a l'església de Valdenere, a la localitats de Bolago i Barp, al municipi de Sedico. El sarcòfag - després va perdre una altra vegada – tenia la inscripció "Felix ep(iscopu)s." Va ser el responsable de la primera construcció de la catedral de la diòcesi, dedicada a l'antiarrià sant Martí de Tours; segons la tradició el bisbe, perseguit pels longobards, que va morir a l'exili.
No hi ha testimonis del bisbe Giovanni, que hauria estat perseguit pels romans d'Orient per la seva oposició a la condemna dels Tres Capítols. A la fi del segle vi, la història dona testimoni de la presència del bisbe Lorenzo entre els participants als concilis del Patriarcat d'Aquilea de 589/590 i del 591, en els quals es va rebutjar la condemna dels Tres Capítols decretada al Concili de Constantinoble (553).
Amb el final del domini longobard (776) Belluno va esdevenir seu d'un comtat carolingi, que més tard va ser col·legiat a la Marca de Friül. A partir dels segles viii i ix prengué forma i es consolidà el poder temporal dels bisbes bellunesos, amb l'adquisició de terres i la submissió de feus i territoris fins a la plana del Vèneto; aquest poder temporal es va reconèixer al bisbe Ezemano, amb un diploma imperial emès el 1031 per l'emperador Conrad II, que va ser seguit per la concessió de l'immunitas per part d'Otó I.
La primera prova documental de l'existència d'un capítol de canonges data de finals del segle ix.
A partir de la segona meitat del segle xii, les seus de Belluno i Feltre van ser objecte d'incursions militars constants pel municipi de Treviso. Per defensar-se millor, el Papa va decretar que al capdavant de les dues ciutats episcopals hi hagués el mateix bisbe sense deixar de ser les dues diòcesis independents. La unió aeque principaliter va tenir lloc en els últims anys del segle xii. Aquesta unió va durar fins al segle xv, quan els bellunesos, gelosos de la seva autonomia, amb el suport del cardenal Nicola Cusano, obtingué del Papa Pius II el final de la unió, decidida el 1460, però en pràctica només fins al 1462, després de la mort del bisbe Francesco de Lignamine.
A principis del segle xvi la diòcesi va haver de lidiar amb una situació desagradable, creada en nomenar dos bisbes a la vegada, Antonio Barozzi del govern de la Sereníssima i Giambattista Casali per la Santa Seu. El primer va rebre l'interdicte i l'excomunió, que va tenir conseqüències pràctiques en la vida dels fidels (per exemple, la impossibilitat de rebre els sagraments o per rebre l'enterrament extrema); mentre que el segon, bisbe legítim, se li va impedir prendre possessió del càrrec. La situació es va resoldre amb el nomenament en 1536 del bisbe i cardenal Gasparo Contarini.
Entre els bisbes d'aquest període van destacar en particular: Pietro Barozzi (1471-1487), que els historiadors compten entre els grans reformadors de l'època pretridentina, Gasparo Contarini (1536-1542) i Giulio Contarini (1542-1575), qui es va oposar a l'avenç de les idees evangèliques a la diòcesi i Alvise Lollino (1596-1625), un erudit, un home de la cultura i fi humanista.
Durant els segles xvii i xviii, de conformitat amb les disposicions del Concili de Trento, els bisbes de Belluno van realitzar repetidament visites pastorals per la diòcesi, els sínodes diocesans es convocaren periòdicament, i s'instituí i qualificà progressivament el seminari.
El bisbe Sebastiano Alcaini va haver de fer front a la tempesta napoleònica, que va implicar el tancament dels convents, l'expoli de les esglésies i la dispersió del patrimoni litúrgic. A la seva mort el 1803, seguiren de setze anys de seu vacant.
El 1816 es temia la supressió de la seu de Belluno i la seva unió a la de Feltre: el capítol bellunès es resistí amb fermesa. No obstant això, l'1 de maig de 1818, com a part de la reorganització de l'eclesiàstica del Veneto requerida per la butlla De salute Dominici gregis, la diòcesi de Belluno i Feltre van ser novament unides aeque principaliter: en tant que es conservaven les estructures de govern i tenien la mateixa dignitat; el bisbe havia de residir sis mesos en una diòcesi i sis en l'altra.
El 30 d'abril de 1846 les parròquies dels districtes de Pieve i d'Auronzo es van separar de la diòcesi d'Udine i s'agregaren a la diòcesi de Belluno amb la butlla Universalis Ecclesiae regimen del Papa Gregori XVI.
El 6 de juliol de 1964, en el context de la reorganització dels límits diocesans de Bressanone i Trento establerts per la butlla Quo aptius del Papa Pau VI, es van agregar a la diòcesi de Belluno dels deganats de Cortina d'Ampezzo i Pieve di Livinallongo, abans pertanyents a la diòcesi Bressanone.
El 26 d'agost de 1978 va ser un dia d'alegria especial per a la diòcesi de Belluno, perquè un dels seus fills, Albino Luciani, natural d'Agordo, va ser elevat al tron papal amb el nom de Joan Pau I.

### Diòcesi de Feltre
| «                 | S'ha de reconèixer que la unió religiosa amb Feltre […] era avantatjosa per Primiero i en general a tota la Valsugana | » |
| — Cesare Battisti | |   |

Encara que la tradició reconeix com a protobisbe a Prosdòcim l'evangelitzador de Feltre, Fonteio és el primer bisbe de Feltre de la qual tenim proves històriques: va participar en el sínode de Grado el 579 i, segons Pau el Diaca, en el Sínode de Marano del 590 com a "bisbe de la Santa Església Feltrina. "
Al segle x, l'emperador Otó I va concedir al bisbe pro tempore de Feltre, antic senyor feudal de l'Imperi Carolingi, amplis poders i el títol de comte; al segle xi Conrad II el va investir amb el títol de príncep.
Caigut en batalla contra els trevisans, el bisbe de Belluno Gerardo de 'Taccoli el 1197, el Papa Celestí III va promoure la unió, aeque principaliter, la diòcesi de Belluno a la diòcesi de Feltre, per la qual ambdós llocs van poder enfrontar millor l'enemic comú: el primer bisbe de les diòcesis unides va ser Drudo da Camino, ja bisbe de Feltre.
El 1462, en morir el bisbe Francesco de Lignamine, la diòcesi de Belluno tornà a tenir el seu propi bisbe, car el Papa Pius II havia decretat el 1460, a petició de Belluno, la secessió de la diòcesi de Feltre.
El 1593 el bisbe Giacomo Rovellio, aplicant amb convicció els cànons tridentins, fundà a Feltre el primer seminari diocesà.
Entre els segles xvi i xviii, la diòcesi es caracteritza per una fisonomia territorial molt particular pel que fa a tres entitats estatals diferents. Dins de les fronteres de la República de Venècia, on es trobava la seu del bisbe, tenia jurisdicció sobre les parròquies del Feltrino amb l'exclusió de les esglésies parroquials d'Arsiè i Fonzaso, subjectes a la diòcesi de Pàdua, i Sospirolo i San Gregorio, dependents de Belluno. La Valsugana, amb les jurisdiccions de Caldonazzo (infeudada als Trapp), Pergine i Levico, eren part del bisbat de Trento. Finalment, les jurisdiccions de Telvana, Castellalto, Ivano i Primiero (aquest darrer feu de Welsperg) constituïen un enclavament del comtat del Tirol.
El 1786, sota la pressió de l'emperador Josep II, les parròquies feltrines situades a Feltre Valsugana (Levico, Borgo Valsugana, Strigno, Grigno, Masi di Novaledo, Telve, Pieve Tesino, Roncegno, Torcegno, Castelnuovo, Pergine, Calceranica, Vigolo Vattaro, Lavarone) i al Primiero (Primiero con Canal San Bovo) van ser desmembrades de la diòcesi de Feltre i agregades a la diòcesi de Trento: la mesura reduí la "Santa Església Feltrina" a una dimensió exíguamida petita
L'1 de maig de 1818, el Papa Pius VII, amb la butlla De salute Dominici gregis, va preveure de nou la unió aeque principaliter amb la diòcesi de Belluno, tant per la mida petita. Alhora, la parròquia de Primolano es va incorporar a la diòcesi de Pàdua.
El 7 de novembre de 1847 el bisbe Antonio Gava va inaugurar les noves instal·lacions del seminari.

## Cronologia episcopal

### Bisbes de Belluno
- Felice † (segle vi)
- Giovanni I? † (564 ?)[6]
- Lorenzo † (inicis de 589/590 - finals de 591)[7]
- Odelberto I † (citat all'827)
- Aimone † (inicis del'877 - finals de 923)
- Giovanni II † (inicis de 963 - finals de 998)
- Ludovico † (inicis de 1015 - finals de 1021)
- Ernefredo? †[8]
- Alboino o Alboniano † (citat el 1027)
- Odelberto II? †[9]
- Ezemanno † (citat el 1031)
- Mario o Marino † (inicis de 1048 - finals de 1049)
- Volfrano (o Vualfranco, o Lanfranco, o Vulfarido) † (inicis de 1057 - finals de 1075)
- Reginaldo † (inicis de 1080 - finals de 1081)
- Rainaldo † (citat el 1116)[10]
- Ottone I † (1118 - 1130)
  - Alteprando † (? - 1139 deposat) (antibisbe)
- Bonifacio † (1139 - 1156)
- Ottone II † (1156 - desembre de 1183 mort)
- Gerardo de Taccoli † (1184 - vers 1197 mort)
  - Sede unita a Feltre (1197-1462)
- Lodovico Donà † (2 d'abril de 1462 - 9 de gener de 1465 nomenat bisbe de Bèrgam)
- Mosè Buffarello † (9 de gener de 1465 - finals de 26 de març de 1471 mort)
- Pietro Barozzi † (4 de setembre de 1471 - 14 de març de 1487 nomenat bisbe de Pàdua)
- Bernardo de' Rossi † (4 d'abril de 1487 - 16 d'agost de 1499 nomenat bisbe de Treviso)
- Bartolomeo Trevisan † (26 d'agost de 1499 - 4 de setembre de 1509 mort)
- Galeso Nichesola † (19 de setembre de 1509 - 2 d'agost de 1527 mort)
- Giambattista Casali † (18 de setembre de 1527 - 21 d'octubre de 1536 mort)
  - Antonio Barozzi † (1527 - 1537 deposat) (antibisbe)
- Gasparo Contarini † (23 d'octubre de 1536 - 24 d'agost de 1542 mort)
- Giulio Contarini † (11 de setembre de 1542 - 9 d'agost de 1575 mort)
- Giovanni Battista Valier † (9 d'agost de 1575 - 1596 dimití)
- Alvise Lollino † (29 de juliol de 1596 - 28 de març de 1625 mort)
- Panfilo Persico † (1625 - 1625 mort)[11]
- Giovanni Dolfin † (9 de febrer de 1626 - 1634 dimití)
- Giovanni Tommaso Malloni, C.R.S. † (26 de juny de 1634 - 7 de febrer de 1649 mort)
  - Sede vacante (1649-1653)
- Giulio Berlendis † (6 d'octubre de 1653 - 21 d'octubre de 1693 mort)
- Giovanni Francesco Bembo, C.R.S. † (1 de març de 1694 - 21 de juliol de 1720 mort)
- Valerio Rota † (16 de setembre de 1720 - 8 de setembre de 1730 mort)
- Gaetano Zuanelli † (11 de desembre de 1730 - inicis de 21 de gener de 1736 mort)
- Domenico Nicola Condulmer † (27 de febrer de 1736 - 14 de març de 1747 mort)
- Giacomo Costa, C.R. † (29 de maig de 1747 - 19 d'agost de 1755 mort)
- Giovanni Battista Sandi † (24 de maig de 1756 - 12 d'agost de 1785 mort)
- Sebastiano Alcaini, C.R.S. † (25 de setembre de 1785 - 4 de març de 1803 mort)
  - Sede vacante (1803-1819)

### Bisbes de Feltre
- Fonteio (o Fronteio) † (inicis de 579 - finals de 591)
- Endrighetto della Corte † (citat el 781)
- Aurato (o Amato) † (citat al (827)
- Teuperto † (citat el 967)
- Benedetto †[12]
- Regizone o Richizzone † (inicis de 1015 - finals de 1031)
- Macilino (o Marcellino) † (citat el 1046)
- Odorico de Fallero † (citat el 1047)
- Thiemone † (1070)
- Arpone † (inicis de 1095 - finals de 1117)
- Guberto † (inicis de 1135 - finals de 1140)
- Enrico † (citat el 1152)
- Adamo † (inicis de 1160 - finals de 1070)
- Drudo da Camino † (inicis de 1177 - 1200 mort)
- Anselmo di Braganza (vers 1200 - 1204 mort)
- Torresino da Corte † (1204 - 30 d'abril de 1209 mort)
- Filippo da Pàdua † (1209 - 1225 mort)
- Ottone da Torino † (inicis de 6 de setembre de 1225 - vers 1234)
- Eleazaro da Castello † (inicis de 16 de febrer de 1235 - 1241)
- Alessandro de Foro † (1241 - 1246)
  - Tisone da Camino † (15 de gener de 1247 - 1257 mort) (bisbe electe)
- Adalgerio da Villalta † (6 de desembre de 1257[13] - 30 de setembre de 1290 mort)
- Giacomo Casale, O.F.M.Conv. † (13 de març de 1291 - 1298 mort)
- Alessandro Novello, O.F.M. † (20 d'abril de 1298 - febrer de 1320 mort)
- Manfredo da Collalto † (17 de març de 1320 - 20 de maig de 1321 mort)[14]
- Gregorio de Tauri, O.P. † (6 de juny de 1323 - 20 de febrer de 1327 mort)
- Gorgia de Lusa † (20 de febrer de 1327 - 1349 mort)
  - Belvederio de' Rambaldoni † (1349) (administrador apostòlic)
- Enrico di Waldech, O.T. † (7 d'octubre de 1349 - 1353 mort)
- Giacomo Goblin † (21 de novembre de 1354 - d'abril de 1369 mort)
- Antonio de Nasseri † (29 de maig de 1370 - 19 de setembre de 1393[15] mort)
- Alberto di San Giorgio, O.F.M. † (11 de febrer de 1394 - 28 d'abril de 1398 mort)
- Giovanni Capogallo, O.S.B. † (12 de juny de 1398 - 4 d'agost de 1402 nomenat bisbe de Novara)
- Beato Enrico Scarampi † (10 d'abril de 1403 - 29 de setembre de 1440 mort)
- Tommaso Tomasini, O.P. † (10 d'octubre de 1440 - 24 de març de 1446 mort)
- Giacomo Zeno † (26 d'abril de 1447 - 26 de març de 1460 nomenat bisbe de Pàdua)
- Francesco de Lignamine † (26 de març de 1460 - 11 de gener de 1462 mort)
- Teodoro de Lellis † (15 de febrer de 1462 - 17 de setembre de 1464 nomenat bisbe de Treviso)
- Angelo Fasolo † (17 de setembre de 1464 - 1490 mort)
- Giovanni Robobello † (6 de gener de 1491 - 19 de desembre de 1494 nomenat arquebisbe de Zara)
- Andrea Trevisano † (28 de novembre de 1494 - 1504 mort)
- Antonio Pizzamano † (23 d'agost de 1504 - 1512 mort)

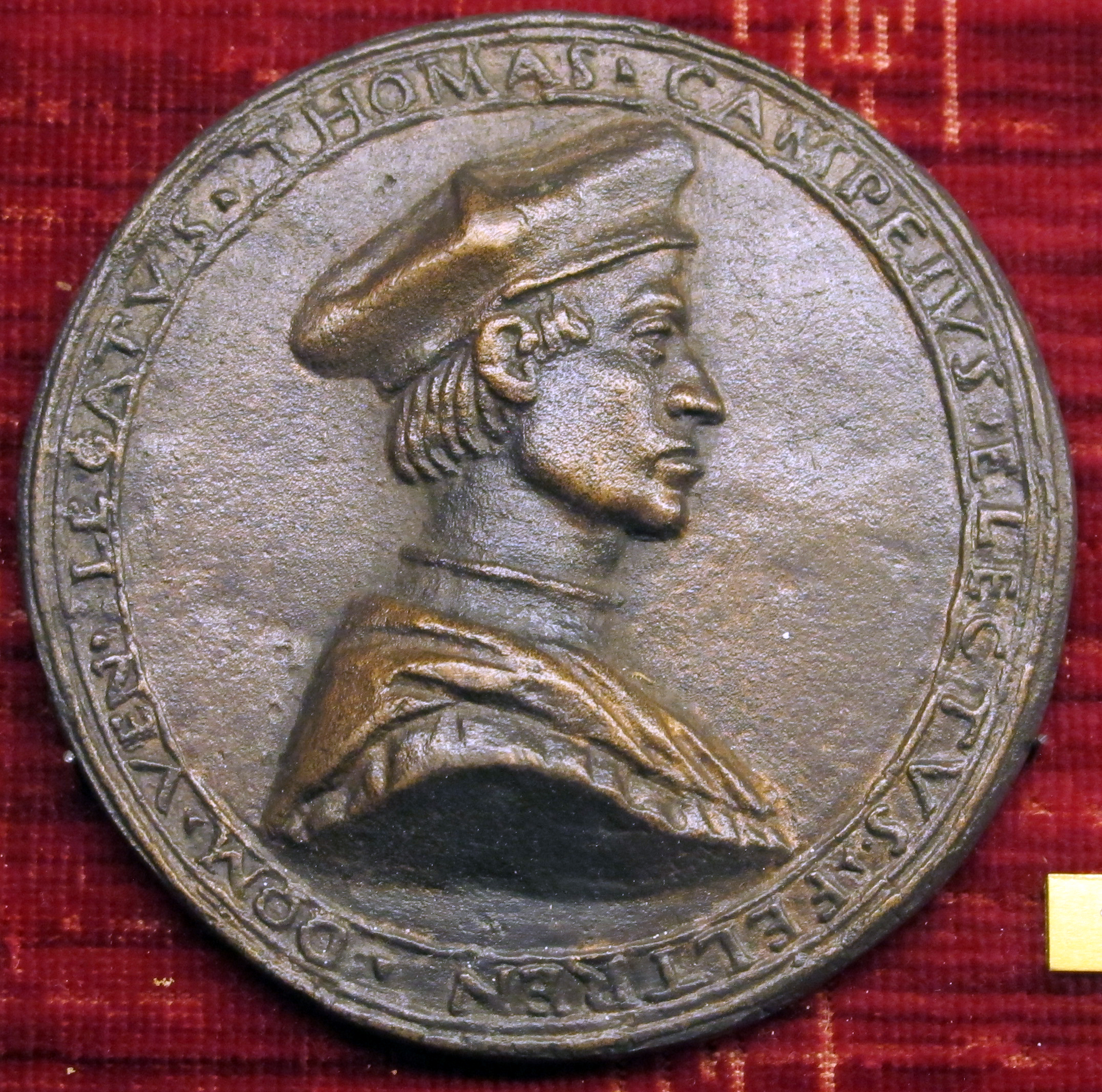
Tommaso Campeggi

- Lorenzo Campeggi † (12 de novembre de 1512 - 1 de juny de 1520 dimití)
- Tommaso Campeggi † (1 de juny de 1520 - 17 d'abril de 1559 dimití)
- Filippo Maria Campeggi † (17 d'abril de 1559 - 9 d'abril de 1584 mort)
- Giacomo Rovellio † (9 d'abril de 1584 - de febrer de 1610 mort)
- Agostino Gradenigo † (29 de març de 1610 - 26 de gener de 1628 succeït patriarca d'Aquileia)
- Giovanni Paolo Savio † (29 de maig de 1628 - 19 de desembre de 1639 nomenat bisbe d'Adria)
- Zerbino Lugo † (9 de gener de 1640 - de gener de 1647 mort)
- Simeone Difnico † (10 de maig de 1649 - 24 de maig de 1661 mort)
- Marco Marchiani † (13 de març de 1662 - 31 de juliol de 1663 mort)
- Bartolomeo Gera † (11 de febrer de 1664 - 7 d'abril de 1681 mort)
- Antonio Polcenigo † (24 d'abril de 1684 - d'abril de 1724 mort)
- Pietro Maria Trevisan Suarez † (26 de juny de 1724 - 20 de novembre de 1747 nomenat bisbe d'Adria)
- Giovanni Battista Bortoli † (18 de desembre de 1747 - 20 de març de 1757 dimití)[16]
- Andrea Antonio Silverio Minucci † (28 de març de 1757 - 15 de desembre de 1777 nomenat bisbe de Rimini)
- Girolamo Enrico Beltramini-Miazzi † (15 de desembre de 1777 - 24 de març de 1779 mort)
- Andrea Benedetto Ganassoni † (12 de juliol de 1779 - 29 de març de 1786 mort)
- Bernardo Maria Carenzoni, O.S.B.Oliv. † (24 de juliol de 1786 - 20 d'agost de 1811 mort)
  - Sede vacante (1811-1819)

### Bisbes de Belluno i Feltre o de Feltre i Belluno[17]
- Luigi Zuppani † (23 d'agost de 1819 - 26 de novembre de 1841 mort)
- Antonio Gava † (22 de juny de 1843 - 3 de novembre de 1852 dimití)
  - Vincenzo Scarpa † (7 d'abril de 1854 - 5 de maig de 1854 mort) (bisbe electe)
- Giovanni Renier † (17 de desembre de 1855 - 12 d'abril de 1871 mort)
- Salvatore Giovanni Battista Bolognesi, C.O. † (27 d'octubre de 1871 - 29 de gener de 1899 mort)
- Francesco Cherubin † (19 de juny de 1899 - 2 de juliol de 1910 mort)
- Giuseppe Foschiani † (2 de juliol de 1910 - 5 d'octubre de 1913 mort)
- Giosuè Cattarossi † (21 de novembre de 1913 - 3 de març de 1944 mort)
- Girolamo Bartolomeo Bortignon, O.F.M.Cap. † (9 de setembre de 1945 - 1 d'abril de 1949 nomenat bisbe de Pàdua)
- Gioacchino Muccin † (19 de maig de 1949 - 1 de setembre de 1975 jubilat)
- Maffeo Giovanni Ducoli † (7 d'octubre de 1975 - 30 de setembre de 1986 nomenat bisbe de Belluno-Feltre)

### Bisbes de Belluno-Feltre
- Maffeo Giovanni Ducoli † (30 de setembre de 1986 - 2 de gener de 1996 jubilat)
- Pietro Brollo (2 de gener de 1996 - 28 d'octubre de 2000 nomenat arquebisbe d'Udine)
- Vincenzo Savio, S.D.B. † (9 de desembre de 2000 - 31 de març de 2004 mort)
- Giuseppe Andrich, des del 29 de maig de 2004

## Estadístiques
A finals del 2012, la diòcesi tenia 187.300 batejats sobre una població de 187.385 persones, equivalent al 100,0% del total.
| any  | població | població | població | sacerdots | sacerdots       | sacerdots       | sacerdots             | diaques | religiosos | religiosos | parroquies |
| ---- | -------- | -------- | -------- | --------- | --------------- | --------------- | --------------------- | ------- | ---------- | ---------- | ---------- |
| any  | batejats | total    | %        | total     | clergat secular | clergat regular | batejats por sacerdot | diaques | homes      | dones      |            |
| 1950 | 196.785  | 196.785  | 100,0    | 263       | 208             | 55              | 748                   |         | 89         | 474        | 125        |
| 1970 | 204.643  | 204.723  | 100,0    | 343       | 257             | 86              | 596                   |         | 129        | 596        | 167        |
| 1980 | 150.000  | 150.800  | 99,5     | 221       | 184             | 37              | 678                   |         | 45         | 358        | 126        |
| 1990 | 187.680  | 188.186  | 99,7     | 283       | 231             | 52              | 663                   | 1       | 65         | 363        | 158        |
| 1999 | 184.100  | 184.602  | 99,7     | 250       | 204             | 46              | 736                   | 5       | 52         | 260        | 158        |
| 2000 | 184.100  | 184.602  | 99,7     | 245       | 199             | 46              | 751                   | 5       | 52         | 255        | 158        |
| 2001 | 184.100  | 184.602  | 99,7     | 242       | 196             | 46              | 760                   | 5       | 52         | 251        | 158        |
| 2002 | 183.782  | 184.207  | 99,8     | 232       | 189             | 43              | 792                   | 5       | 49         | 248        | 158        |
| 2003 | 181.402  | 181.822  | 99,8     | 221       | 185             | 36              | 820                   | 4       | 40         | 247        | 158        |
| 2004 | 181.402  | 181.882  | 99,7     | 221       | 187             | 34              | 820                   | 4       | 38         | 217        | 158        |
| 2006 | 184.000  | 185.400  | 99,2     | 214       | 184             | 30              | 859                   | 5       | 36         | 209        | 158        |
| 2012 | 187.300  | 187.385  | 100,0    | 200       | 168             | 32              | 936                   | 6       | 38         | 158        | 158        |

### Per la seu de Feltre
- Pius Bonifacius Gams, Series episcoporum Ecclesiae Catholicae, Leipzig 1931, pp. 776–777 (llatí)
- Konrad Eubel, Hierarchia Catholica Medii Aevi, vol. 1 Arxivat 2019-07-09 a Wayback Machine., pp. 132–133; vol. 2 Arxivat 2018-10-04 a Wayback Machine., p. 103 e 153; vol. 3 Arxivat 2019-03-21 a Wayback Machine., p. 195; vol. 4 Arxivat 2018-10-04 a Wayback Machine., pp. 185; vol. 5, p. 199; vol. 6, pp. 213–214 (llatí)

### Per la seu de Belluno
- Florio Miari, Cronache bellunesi inedite, Belluno, Tipografia Deliberali, 1865 (italià)
- Giorgio Piloni, Historia di Georgio Piloni dottor bellunese, nella quale, oltre le molte cose degne, avvenute in diverse parti del mondo di tempo in tempo, s'intendono, et leggono d'anno in anno, con minuto raguaglio, tutti i successi della città di Belluno. Con quattro tavole. L'una de' vescovi di essa città di Belluno; una de gli autori, de' quali s'e servito nell'opera; una de' rettori, podesta, e suoi vicarij, che l'hanno retta fin l'anno 1600 e l'altra delle cose notabili, che si comprendono in essa, Venezia, Giovanni Antonio Rampazetto, 1607 (italià)
- Konrad Eubel, Hierarchia Catholica Medii Aevi, vol. 2 Arxivat 2018-10-04 a Wayback Machine., p. 103; vol. 3 Arxivat 2019-03-21 a Wayback Machine., p. 131; vol. 4 Arxivat 2018-10-04 a Wayback Machine., pp. 112; vol. 5, p. 117; vol. 6, p. 120 (llatí)
- Butlla Quo aptius (llatí)